# Campeonato Mundial de Endurance da FIA de 2012
O Campeonato Mundial de Endurance da FIA de 2012 foi a primeira temporada do Campeonato Mundial de Endurance da FIA, (em inglês: FIA World Endurance Championship), uma competição automobilística internacional organizada pela Federação Internacional de Automobilismo (FIA) e pelo Automobile Club de l'Ouest (ACO). A competição substituiu a Intercontinental Le Mans Cup, realizada pelo ACO de 2010 a 2011.
O WEC, como também é conhecido, é destinado a protótipos desportivos (LMP) e carros de Gran Turismo (GT).
A temporada teve oito etapas, incluindo a 80ª edição das 24 Horas de Le Mans. O campeonato começou com as 12 Horas de Sebring, em março, e terminou com as 6 Horas de Xangai, em outubro.
O trio André Lotterer, Benoît Tréluyer e Marcel Fässler conquistou o campeonato de pilotos com o carro número 1 da Audi.
No campeonato de construtores, a Audi venceu a Toyota na LMP1. Já na LMGTE-Pro, quem conquistou o campeonato foi a Ferrari, em cima da Porsche e da Chevrolet.
O campeonato de equipes ficou com a Rebellion Racing na LMP1, Starworks Motorsport na LMP2, AF Corse na LMGTE-Pro e Larbre Compétition na LMGTE-Am.

## Calendário
| Etapa  | Corrida                      | Circuito                           | Local                    | Data             |
| ------ | ---------------------------- | ---------------------------------- | ------------------------ | ---------------- |
| 1      | 12 Horas de Sebring          | Autódromo Internacional de Sebring | Sebring, Estados Unidos  | 17 de março      |
| 2      | 6 Horas de Spa-Francorchamps | Circuito de Spa-Francorchamps      | Spa, Bélgica             | 5 de maio        |
| 3      | 24 Horas de Le Mans          | Circuito de La Sarthe              | Le Mans, França          | 16 a 17 de junho |
| 4      | 6 Horas de Silverstone       | Circuito de Silverstone            | Silverstone, Reino Unido | 26 de agosto     |
| 5      | 6 Horas de São Paulo         | Autódromo José Carlos Pace         | São Paulo, Brasil        | 15 de setembro   |
| 6      | 6 Horas do Bahrein           | Circuito Internacional do Bahrein  | Sakhir, Bahrein          | 29 de setembro   |
| 7      | 6 Horas de Fuji              | Fuji Speedway                      | Oyama, Japão             | 14 de outubro    |
| 8      | 6 Horas de Xangai            | Circuito Internacional de Xangai   | Xangai, China            | 28 de outubro    |
| Fonte: |                              |                                    |                          |                  |